# Jet Boy
Jet Boy è un film del 2001 diretto da Dave Schultz.

## Trama
Nathan è un ragazzino canadese costretto a prostituirsi per procurare la droga alla madre tossicodipendente. Il giorno del suo tredicesimo compleanno sua madre muore e lui, per evitare di essere rinchiuso in un istituto, scappa dalla polizia.
Durante la sua fuga, lungo la strada incontra Boon Palmer e decide che da quel momento Boon sarà per lui il padre che non ha mai avuto. Boon, anch'egli in fuga e con un difficile passato, accetta di portare con sé Nathan nel lungo viaggio che sta facendo verso Vancouver.
I due fanno una sosta nel paese natale di Boon, dove l'uomo va a fare visita al padre morente e dove casualmente ritrova Erin, una sua vecchia fidanzata ora vedova e con un figlio, Lloyd, coetaneo di Nathan.
Una sera Lloyd convince Nathan ad uscire con Clay e Dennis, due suoi amici più grandi, per trascorrere una serata bevendo, fumando e compiendo bravate. Nel corso della serata Clay tenta di baciare Nathan, il quale però lo respinge dicendo di voler essere d'ora in avanti un bravo ragazzo. Dennis, completamente ubriaco, va a finire con l'auto contro il bizzarro monumento della città e per questo i quattro vengono tutti fermati dalla polizia. Nel corso di tale situazione Boon rivela ad Erin che Nathan non è suo figlio.
Più tardi, Lloyd si reca al motel dove sta Nathan e gli rivela che tra sua madre e Boon è rinato l'amore. Questo provoca la gelosia di Nathan, che vuole Boon solo per sé, il quale caccia l'amico in malo modo. Durante la notte, Nathan tenta un esplicito approccio sessuale con Boon e gli dice che può fare sesso con lui gratis se non lo abbandona per Erin. Poi Nathan, rattristato, fugge.
Mentre Boon si mette a cercarlo per la città, Nathan ha ripreso a prostituirsi per potersi guadagnare i soldi per vivere. Una sera Boon riesce a vederlo salire a bordo di una cadillac e si mette a cercarla per tutta la città finché non la trova parcheggiata fuori di un palazzo. Boon minaccia il portiere dello stabile con la pistola finché questi non gli comunica in quale appartamento abita il proprietario dell'auto. Boon giunge così in tempo a salvare Nathan dalle grinfie del padrone di casa. Dopo che i due si sono finalmente riconciliati, escono dallo stabile ma sono raggiunti dalla polizia, alla quale Boon racconta l'accaduto.
Boon e Nathan si recano poi a casa di Erin per l'immancabile lieto fine.

## Produzione
Girato in 20 giorni tra il settembre e il novembre del 2000 il film è costato circa 400.000 dollari canadesi.
Nel corso di un'intervista il regista Dave Schultz disse che quando vide Branden Nadon al provino lo ritenne un ragazzo troppo carino per interpretare il ruolo di Nathan. Egli aveva infatti concepito inizialmente Nathan come un ragazzo brutto.

## Scene tagliate
Dal film sono state tagliati diverse scene, per un totale di circa 9 minuti di girato. Le scene tagliate sono:
- Una scena dove la madre di Nathan mette una candelina sopra una fetta di torta per il compleanno del figlio.
- Una scena dove si vede la madre di Nathan drogarsi.
- Una scena dove Nathan si prepara la colazione a casa dell'uomo con cui è andato a letto e con il quale ha un lungo dialogo.
- Una scena dove la balla di fieno rotola verso l'auto della polizia ed è fermata da due uomini.
- Una scena dove Nathan si intrattiene per strada a parlare con una donna nativa americana.
- Una scena dove Clay e Dennis chiacchierano per la strada.
- Una scena dove Nathan, Clay e Dennis si fermano ad un distributore per fare benzina.
- Una scena di Boon nel campo da gioco.
- Una scena dove Nathan entra in un minimarket per fare la spesa.
- Una scena dove Boon e il portiere che ha preso in ostaggio si trovano dentro un ascensore e quest'ultimo finisce con l'urinarsi addosso.

## Colonna sonora
1. High School Punk - Shocore
2. Borderline - Allen Christie
3. Nothing To Say - Allen Christie
4. Whisper In Time - Bad Religion